# بيون وو سوك
بيون وو سيوك هو ممثل وعارض أزياء كوري جنوبي ولد في يوم 31 أكتوبر 1991. بدأ التمثيل في سنة 2016. ومثل في مسلسل أحباء القمر - القلب القرمزي ريو وبحث: دبليو دبليو دبليو وأهلا بواكيكي 2 وفرقة الزهرة: ترتيب زواج جوسون.

## روابط خارجية
- بيون وو سوك على موقع IMDb (الإنجليزية)
- بيون وو سوك على موقع ميوزك برينز (الإنجليزية)
- بيون وو سوك على موقع قاعدة بيانات الفيلم (الإنجليزية)